# Theodore von Kármán
Theodore von Kármán (węg. Szőllőskislaki Kármán Tódor) (ur. 11 maja 1881 w Budapeszcie, zm. 6 maja 1963 w Akwizgranie) – węgiersko-amerykański matematyk, inżynier i fizyk. Jest uważany za pioniera nowoczesnej aerodynamiki i naukowego spojrzenia na lotnictwo.

## Życiorys
Pochodził z rodziny żydowskiej; jednym z jego przodków był mistyk Rabbi Jehuda Löw ben Becalel.
Von Kármán studiował inżynierię na Uniwersytecie Technicznym w Budapeszcie, doktoryzował się u Ludwiga Prandtla w Getyndze.
W latach 1911 i 1912 opublikował swoją najbardziej znaną pracę na temat aerodynamiki, opisującą nazwane następnie jego nazwiskiem zjawisko ścieżki wirów Kármána (ang. Von Kármán vortex street, niem. Kármánsche Wirbelstraße). Zjawisko to powodowało, przy odpowiedniej prędkości wiatru, poprzeczne wahania cienkich kominów prowadzące nawet do ich złamania. Po habilitacji przeniósł się do Akwizgranu by wykładać na Rheinisch-Westfälische Technische Hochschule Aachen, na której przejął instytut aerodynamiki.
Z końcem lat dwudziestych XX wieku rozpoczął intensywną współpracę naukową z USA, jednakże dopiero po przejęciu władzy przez nazistów i po wyrzuceniu go z uniwersytetu przeniósł się na stałe do Ameryki. W USA był jednym z pierwszych pracowników naukowych Jet Propulsion Laboratory w Pasadenie, Kalifornia. 
Zmarł w 1963 w czasie pobytu w sanatorium w Akwizgranie.
Jego nazwiskiem została nazwana umowna granica pomiędzy atmosferą Ziemi a przestrzenią kosmiczną, przebiegająca na wysokości 100 km, tzw. Linia Kármána.